# Codex Mutinensis
De Codex Mutinensis (Gregory-Aland no. Ha of 014) is een van de Bijbelse handschriften. Het dateert uit de 9e eeuw en is geschreven met hoofdletters (uncialen) op perkament.

## Beschrijving
De gehele Codex Mutinensis bestaat uit 43 bladen (33 x 23 cm).
De Codex bevat teksten van de Handelingen met lacunes (Hand 1,1-5,28; 9,39-10,19; 13,36-14,3; 27,4-28,31).
De Codex Mutinensis representeert de Byzantijnse tekst, Kurt Aland plaatste de codex in Categorie V.
Het handschrift bevindt zich in de Biblioteca Estense (Gr. 196, II.G3), in Modena.